# 18973 Crouch
18973 Crouch è un asteroide della fascia principale. Scoperto nel 2000, presenta un'orbita caratterizzata da un semiasse maggiore pari a 2,7389336 UA e da un'eccentricità di 0,0442204, inclinata di 5,72430° rispetto all'eclittica.